# Bruno Bernard Heim
Bruno Bernard Heim, JCD, Ph.D. (5. marts 1911 – 18. marts 2003) var Vatikanstatens første apostoliske nuntius i Storbritannien og var en af det tyvende århundredes mest fremtrædende kunstnere indenfor kirkelig heraldik.
Bruno Bernard Heim blev født i Olten i Schweiz den 5. marts 1911 som søn af stationsforstander Bernard Heim-Studer og dennes kone Elisabeth. I 1938 blev han præst og i 1947 blev han personlig sekretær for ærkebiskop Angelo Roncalli, den senere pave Johannes 23., der var nuntius i Paris.

## Udgivelser
- Heim, Bruno Bernard. Armorial: Armorial Liber Amicorum. Gerrards Cross, UK: Van Duren, 1981, (ISBN 0-905715-16-0).
- Heim, Bruno Bernard. Heraldry in the Catholic Church: Its Origins, Customs, and Laws, New Jersey: Humanities Press Inc, 1978 (ISBN 0-391-00873-0).
- Heim, Bruno Bernard. Or and Argent, Gerrards Cross, Buckinghamshire, England, UK, Van Duren, 1994, (ISBN 0-905715-24-1).